# Schefflera rudolfii
Schefflera rudolfii är en araliaväxtart som beskrevs av Hermann August Theodor Harms. Schefflera rudolfii ingår i släktet Schefflera och familjen araliaväxter.
Artens utbredningsområde är Papua Nya Guinea. Inga underarter finns listade.